# Hornafjörður
Hornafjörður (IJslands: Sveitarfélagið Hornafjörður) is een gemeente in het zuidoosten van IJsland in de regio Suðurland. De gemeente ontstond op 6 juni 1998 door het samengaan van de gemeentes Hornafjarðarbær, Bæjarhreppur, Borgarhafnarhreppur en Hofshreppur. De gemeente heeft 2186 inwoners en de grootste plaats is Höfn.

## Ligging
De gemeente ligt langs een groot deel van de zuidoostkust van IJsland. In het zuiden grenst de gemeente dan ook aan de Atlantische Oceaan. In het westen ligt de gemeente Skaftárhreppur, met de dichtstbijzijnde westelijke plaats Kirkjubæjarklaustur op ongeveer 150 kilometer van Höfn. In het noorden grenst de gemeente aan Vatnajökull, de grootste gletsjer van IJsland. Ten noordoosten van de gemeente ligt de gemeente Fljótsdalshreppur, in het oosten ligt de gemeente Djúpavogshreppur met als belangrijkste plaats Djúpivogur op hemelsbreed ongeveer 60 kilometer van Höfn.

## Verkeer en vervoer
De belangrijkste (en vrijwel enige) verkeersader die de gemeente bezit is de ringweg, die de gemeente van west naar oost doorsnijdt. Vrijwel alle bebouwing is gesitueerd rondom de ringweg. Höfn heeft een vliegveld, waarvandaan Eagle Air binnenlandse vluchten uitvoert. Ook in de buurt van Skaftafell ligt een vliegveldje, wat voornamelijk gebruikt wordt voor toeristische rondvluchten. Zoals de naam al aangeeft bezit Höfn een haven (Höfn betekent haven). Dit is de thuisbasis van enkele vissersschepen, die een onderdeel vormen van de visverwerkende industrie, die zeker vroeger een belangrijk deel van de economie van Höfn vormde.

## Landschap

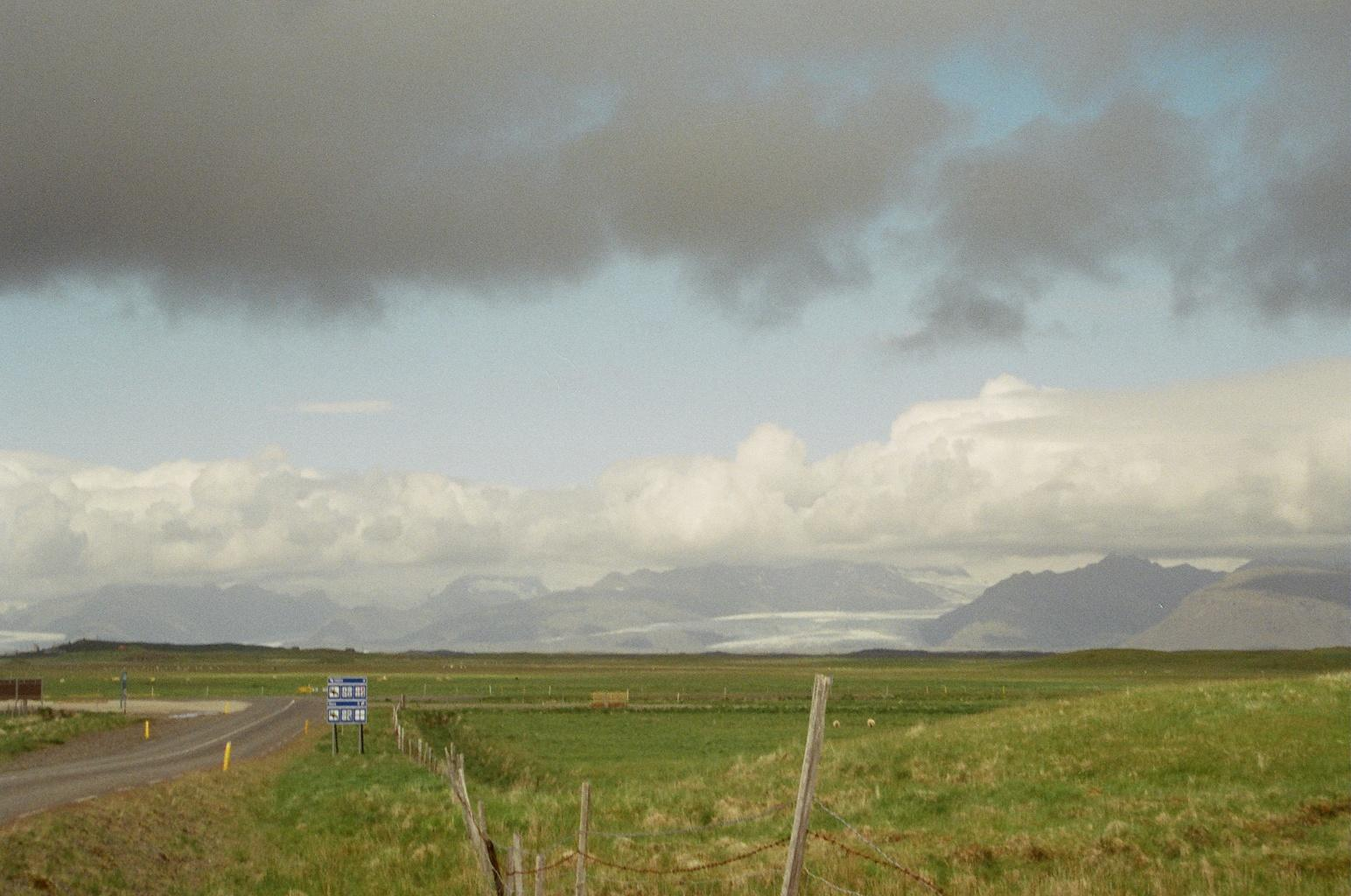
Landschap ten noorden van Höfn, met uitzicht op de Vatnajökull

Het landschap varieert van desolate spoelzandvlaktes van de Skeiðarásandur in het westen, tot groene bergweilanden met verspreide boerderijen in het oosten. Het Nationale Park Skaftafell ligt voor een groot gedeelte binnen de gemeente en vormt een van de grootste toeristische trekpleisters van de gemeente. In het park ligt een enorme camping die plaats biedt aan zo'n 1500 gasten, die de camping gebruiken als uitvalsbasis voor trektochten door het park, en naar de bergen en gletsjers in de buurt. Nabij de camping is ook het bezoekerscentrum van het park gesitueerd. Op ongeveer een uur lopen van het bezoekerscentrum ligt de Svartifoss, een karakteristieke waterval die zijn weg naar beneden zoekt door zwarte kolommen basalt. Een andere grote toeristische trekpleister is Jökulsárlón, het bekendste en grootste gletsjermeer van IJsland. In het uiterste noordoosten van de gemeente ligt een ander bij wandelaars geliefd gebied, Lónsöræfi, een met Skaftafell vergelijkbaar, maar veel minder toegankelijk gebied.

## Gletsjers
Aangezien Hornafjörður in het noorden grenst aan de Vatnajökull, de grootste gletsjer van IJsland, is deze in grote mate beeldbepalend voor de gemeente. Hornafjörður telt dan ook een groot aantal gletsjertongen die via korte, maar vaak brede smeltwaterrivieren uitmonden in de Atlantische Oceaan. Van west naar oost zijn dit de volgende gletsjers:
- Skeiðarárjökull, met de Skeiðará als rivier, die breedt uitwaaiert over de Skeiðarásandur
- Morsarjökull
- Skaftafellsjökull, direct oostwaarts van het bezoekerscentrum van Skaftafell
- Svínafellsjökull, met de boerderij Svínafell aan het uiteinde
- Öræfajökull, met de Hvannadalshnúkur, de hoogste berg van IJsland
- Kvíárjökull
- Fjallsjökull
- Breiðamerkurjökull, een van de grootste gletsjertongen van de Vatnajökull, die uitmondt in de Jökulsárlon
- Skálafellsjökull
- Heinabergsjökull
- Fláajökull
- Hoffellsjökull
- Lambatungnajökull
- Axarjökull

Seyðisfjarðarkaupstaður · Fjarðabyggð · Vopnafjarðarhreppur · Fljótsdalshreppur · Borgarfjarðarhreppur · Breiðdalshreppur · Djúpavogshreppur · Fljótsdalshérað · Hornafjörður